# Ezzonidzi
Ezzonidzi, Ezzonowie (niem. Ezzonen) – średniowieczna dynastia hrabiowska, której przedstawiciele byli w X i XI w. palatynami Lotaryngii, sięgali także po tytuły książąt Bawarii, Szwabii i Karyntii.

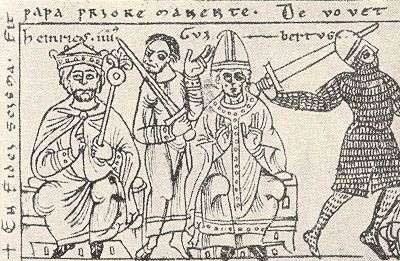
Arcybiskup Kolonii Herman II (pośrodku) podczas koronacji Henryka IV, w towarzystwie antypapieża Klemensa III

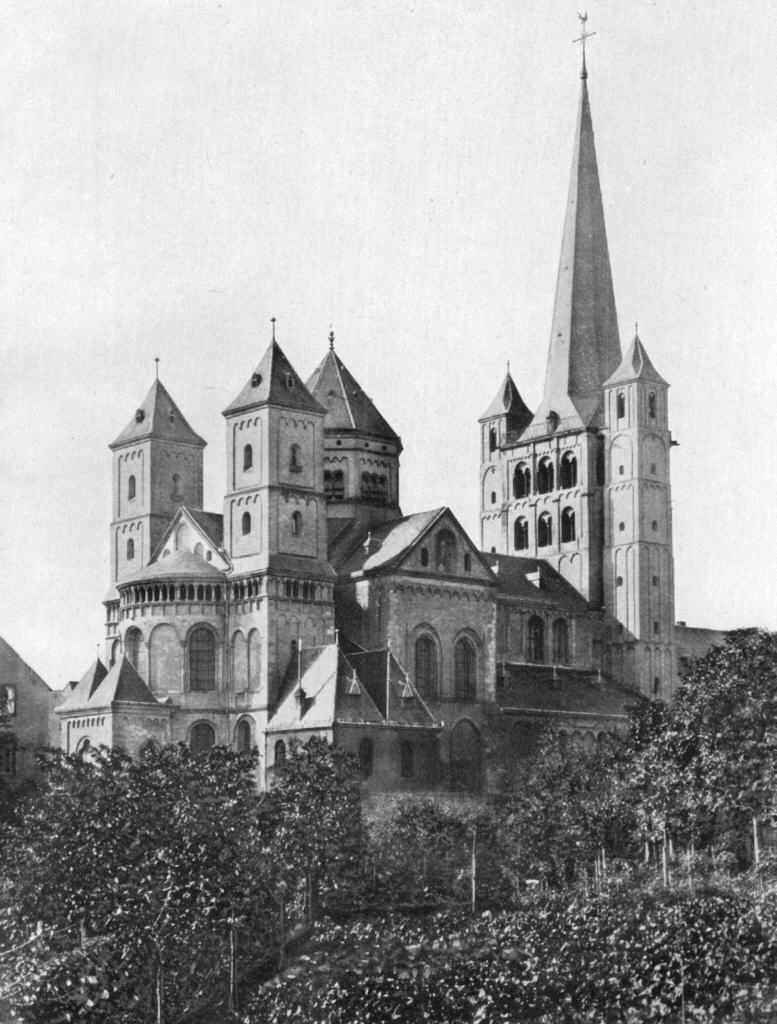
Opactwo Brauweiler założone przez Ezzona (1925)

## Historia
Pierwszym znanym członkiem rodziny prawdopodobnie jest żyjący pod koniec IX w. Erenfried, posiadający dobra w rejonie Alzey. Jego potomkowie powiększali rodowe dobra, m.in. kolejny Erenfried otrzymał liczne nadania dzięki swojej postawie podczas bitwy na Lechowym Polu. Pierwsi przedstawiciele dynastii zebrali liczne hrabstwa nad dolnym Renem i w regionie pasma wzgórz Eifel. Syn drugiego Erefrieda, Herman stał się pierwszym członkiem rodu, który został palatynem Lotaryngii.
Syn Hermana Ezzo (od którego pochodzi używana nazwa dynastii) w 991 poślubił Matyldę, córkę cesarza Ottona II i zarazem siostrę ówczesnego cesarza Ottona III. Ten związek i wcześniejsza nominacja ojca Ezzona, Hermana, na palatyna lotaryńskiego, wynikała z potrzeby pozyskania przez cesarza wsparcia lokalnych elit w tym regionie. Oznaczał ogromne wywyższenie rodu, który nadal się bogacił. Syn Ezzona Otto został księciem Szwabii, a wnuk Konrad – księciem Bawarii. Jednak trzech synów Ezzona pozostawiło nielicznych potomków i już w 1056 męska linia wygasła wraz ze śmiercią arcybiskupa Kolonii Hermana II. Córką Ezzona była Rycheza, która została królową Polski, a jej siostry przewodziły bogatym niemieckim klasztorom (m.in. Ida i Teofano).
Ezzonidzi w krótkim czasie dorobili się znacznego majątku i sięgnęli po ważne funkcje w Rzeszy, jednak nie skomasowali swych dóbr. Utworzenie księstwa nadreńskiego przez Ezzonidów było niemożliwe z uwagi na istotne interesy królów Niemiec w tym rejonie. Dynastia szybko wygasła – już w drugim pokoleniu po Ezzonie męscy przedstawiciele dynastii byli bardzo nieliczni i wymarli w linii męskiej. Majątek Ezzonidów po ich wymarciu został rozproszony i przypadł przede wszystkim instytucjom kościelnym. 
Dłużej trwała boczna linia Ezzonidów, pochodząca od brata Ezzona, Hezelina. Jej przedstawiciele także piastowali funkcję palatynów lotaryńskich, jednak syn Hezelina, Henryk I po przegranej wojnie z arcybiskupem Kolonii Annonem II i zamordowaniu żony został zmuszony do wstąpienia do klasztoru, a jego prawdopodobny syn Herman II, wychowywany na dworze przeciwnika swego ojca, zmarł w 1085 bezpotomnie.
Linia wywodząca się od trzeciego z braci, Adolfa poprzez władców Bergu oraz Ród Limburg-Stirum istnieje do dziś, jej bliskim przedstawicielem był Leopold van Limburg-Stirum jeden z niderlandzkich triumwirów 1813 roku, także trzej prawnukowie księcia Jana z Luksemburga wywodzą się z tego właśnie rodu. 

## Tablica genealogiczna
Główni przedstawiciele rodu Ezzonidów:
```
 Erenfried (zm. po 904)
 |→ Eberhard I (zm. po 937)
 |  |→ Herman (zm. 948)
 |  |→ Erenfried (zm. przed 970)
 |     |→ 
Herman I
 (zm. 996), palatyn Lotaryngii
 |        |→ 
Ezzon
 (zm. 1034), palatyn Lotaryngii
 |        |  |→ 
Ludolf
 (zm. 1031)
 |        |  |  |→ 
Konrad I
 (zm. 1053), książę Bawarii
 |        |  |→ 
Otto
 (zm. po 1045), palatyn Lotaryngii, książę Szwabii
 |        |  |→ 
Rycheza
 (zm. 1063), żona 
Mieszka II
, króla Polski
 |        |  |→ 
Herman II
 (zm. 1056), arcybiskup Kolonii
 |        |→ Hezelin (zm. 1033)
 |        |  |→ 
Henryk I
 (zm. 1060), palatyn Lotaryngii
 |        |  |  |→ (prawdopodobnie) 
Herman II
 (zm. 1085), palatyn Lotaryngii
 |        |  |→ 
Konrad III
 (zm. 1061), książę Karyntii
 |        |→ 
Adolf

 |           |→ 
Adolf
 (zm. po 1041) → 
hrabiowie Bergu

 |→ 
Herman I
, arcybiskup Kolonii
```